# نهائي كوبا ليبرتادوريس 1986
نهائي كأس ليبرتادوريس 1986 هو السابع والعشرون من بطولة كأس ليبرتادوريسلتحديد بطل كأس ليبرتادوريس 1986 .
وخاضها الأرجنتيني ريفر بلايت والنادي الكولومبي أمريكا دي كالي . أقيمت مباراة الذهاب في 22 أكتوبر على ملعب باسكوال غيريرو في كالي ، فيما أجريت مباراة الإياب في 29 أكتوبر على ملعب مونيومينتال في بوينس آيرس . 
ريفر بليت فاز بالمباراة 3-1 في المجموع.

## الفرق المتأهلة
| فريق           | مشاركات سابقة |
| -------------- | ------------- |
| أمريكا دي كالي | 1985          |
| ريفر بليت      | 1966 ، 1976   |